# Judith Butler
Judith Pamela Butler (Cleveland, 24 de febrero de 1956) es una filósofa neomaterialista y posestructuralista judeo-estadounidense que se ha dedicado a estudiar el campo del feminismo, la filosofía política y la ética, y ha sido una de las teóricas fundacionales de la teoría queer. Algunos la consideran «una de las voces más influyentes en la teoría política contemporánea»y “la teórica de género más leída e influyente del mundo”. Ejerce desde 1993 en la Universidad de California en Berkeley y pertenece al Departamento de Estudios Psicosociales del Birbeck College y a la European Graduate School, entre otros.
Es autora de El género en disputa: Feminismo y la subversión de la identidad (1990) y Cuerpos que importan: Sobre los límites materiales y discursivos del sexo (1993), en los que quiso romper las nociones convencionales de género y desarrolla su teoría de la performatividad de género. Estas obras son consideradas por algunas personas grandes aportes en los campos donde Butler se desempeña. Otros de sus trabajos tratan problemas relevantes para diversas disciplinas académicas, tales como la filosofía, la teoría literaria y retórica, el derecho, la sociología, la ciencia política, el cine y la literatura.
A lo largo de los años, Butler ha apoyado a los movimientos sociales por los derechos LGBT+ y se ha pronunciado sobre muchos temas políticos contemporáneos, incluyendo críticas al sionismo, la política israelí, y sus efectos en el conflicto palestino-israelí. Se desempeña en el Consejo Asesor de Jewish Voice for Peace y en su comité para la Libertad Académica y en la junta del Center for Constitutional Rights en Nueva York.

## Biografía

### Primeros años y educación
Judith Pamela Butler nació el 24 de febrero de 1956 en Cleveland, Ohio, en el seno de una familia de ascendencia judeo-húngara y judeo-rusa. La mayor parte de la familia de su abuela materna pereció en el Holocausto en Hungría. Su madre, una defensora de la vivienda justa, fue criada en una sinagoga ortodoxa, se convirtió en conservadora después de la muerte de su padre —abuelo de Butler— y finalmente en reformista; mientras que el padre de Butler, dentista de profesión, se educó como reformista desde su nacimiento.
De niña asistió a una escuela hebrea y a clases de ética judía, donde a la edad de 14 años, y por haberse visto interesada en el debate, se familiarizó por primera vez con la filosofía. En una entrevista para Haaretz recordó los problemas que tenía en la sinagoga cuando comenzaba a introducirse en este campo: «El rabino dijo: “Eres demasiado habladora en clase. Respondes, no te comportas. Tienes que venir y tener una tutoría conmigo.” Yo contesté “¡Está bien, genial!” Estaba muy emocionada». En su adolescencia Butler asistió a una escuela pública mientras continuaba con sus estudios judíos.
Butler asistió a Bennington College antes de transferirse a la Universidad de Yale, donde, en 1978, se graduó en Filosofía, doctorándose en ese mismo lugar en 1984. En el mismo año de su graduación en Filosofía, recibió una Licenciatura en Artes. Pasó un año académico en la Universidad de Heidelberg como becaria Fulbright.

### Trayectoria

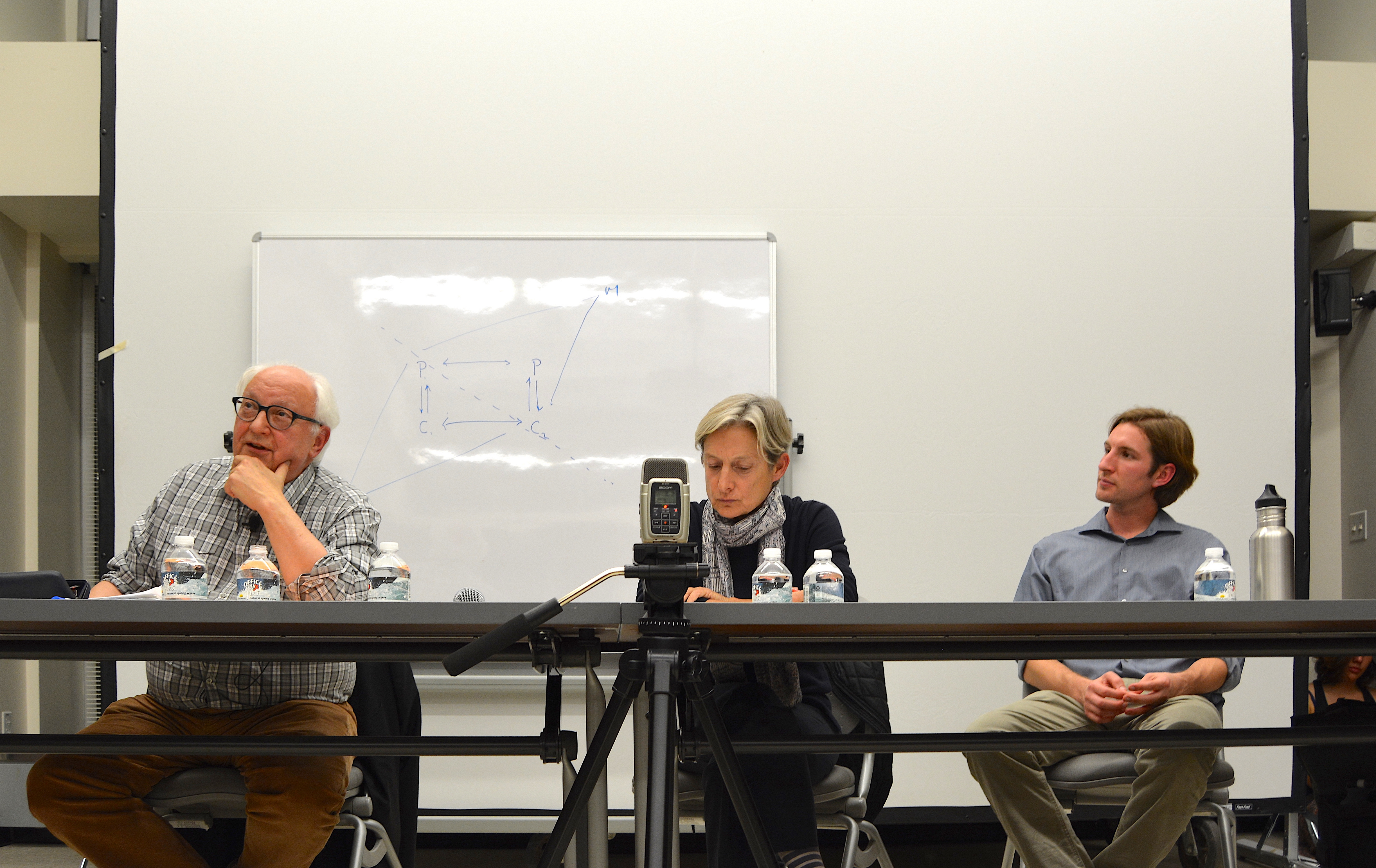
Butler en el Programa de Teoría Crítica en la Universidad de California, Berkeley

Ha sido profesora en la Universidad de Wesleyan (Ohio), la Universidad George Washington (Washington D. C.) y la Universidad Johns Hopkins (Maryland) antes de incorporarse a la Universidad de California en Berkeley, en 1993, donde permanece ejerciendo hasta hoy en día. Allí ha sido directora fundadora del Programa de Teoría Crítica (se mantiene como codirigente de su Consorcio), directora en el Departamento de Retórica (1998-2003 y 2006-7) y presidenta interna del departamento de Estudios de Género y Mujeres (2002 y 2003), además de ocupar la cátedra Maxine Elliot en el Departamento de Literatura Comparada. Presidió la Junta del Centro de Investigación en Humanidades de la Universidad de California en Irvine, fue miembro del Consejo Ejecutivo de la Modern Language Association y presidió su comité de Libertad Académica, del Institute for Advanced Study y de la Ecole Normale Superieure de París. En 2002 ocupó la Cátedra Spinoza de Filosofía en la Universidad de Ámsterdam y se unió al departamento de Inglés y Literatura Comparada en la Universidad de Columbia (Nueva York) como Profesora Visitante de Humanidades en los semestres de primavera de 2012, 2013 y 2014 con la opción de permanecer como profesora a tiempo completo.
Impartió las conferencias Wellek en Irvine, las conferencias Carpenter en la Universidad de Chicago, las conferencias Watts en el Museo Nobel, las conferencias Gauss en Princeton, las conferencias Messenger en Cornell, las conferencias Tanner en la Universidad de Yale y la conferencia Freud en la Casa Museo Freud de Viena. 2
Actualmente, también forma parte del consejo editorial y del consejo asesor de varias revistas académicas, entre ellas JAC: A Journal of Rhetoric, Culture, and Politics y Signs: Journal of Women in Culture and Society, es activista y miembro del Consejo Directivo de la agrupación Jewish Voice for Peace y en su comité para la Libertad Académica, que presidió recientemente, e integrante de la agrupación Profesores por la Paz Palestino-Israelí de Estados Unidos. Es miembro de la Sociedad Filosófica Estadounidense (d. 2007), la Academia Británica (d. 2015) y la Academia Estadounidense de las Artes y las Ciencias y fue nombrada Chevalier des Arts et des Lettres por el Ministro de Cultura de Francia en el año 2014 y geógrafa honoraria por la Asociación de Geógrafos Americanos en 2015.

## Aportes teóricos
En las décadas previas al trabajo de Butler se comenzaba a cuestionar la idea del sexo como una esencia natural del ser humano. Una de las contribuciones más destacadas del trabajo de Butler es su teoría de la performatividad del género y la sexualidad. En sus obras se pregunta acerca de la formación de la identidad y la subjetividad, trazando el proceso por el cual nos convertimos en sujetos cuando asumimos el género. Sugiere que el género se construye por la acción y el habla, por el comportamiento en el que las disposiciones y rasgos del género se exhiben y actúan; marca una tendencia posestructuralista al plantear que estos rasgos de los seres humanos se pueden entender por medio de una estructura moldeada en una lingüística estructural que intermedia la 'realidad material' y las 'ideas abstractas'. Plantea que el género no es una naturaleza subyacente de que se crea el comportamiento de género, sino una serie de actos cuya repetición crea una ilusión que da lugar a una apariencia naturalizada. Sus preguntas acerca de las categorías de identidad y sus formas de pensar al sexo, la sexualidad, el género y el lenguaje influyeron sobre diversos campos y continúan desafiando las ideas tradicionales de estos conceptos a través de «repensar al sujeto».
El sujeto de Butler no es un individuo sino una estructura lingüística en formación. Dado que la subjetividad no es un hecho y ya que el sujeto está siempre en un proceso interminable de «devenir» es posible repetir la sujeción en diferentes formas. Butler cree que la subjetividad es una construcción y el hecho de apegarte a una sola identidad puede llegar a oprimir la identidad misma. La teórica menciona que no hay necesidad de fijar una identidad de una vez por todas.
El proyecto de Butler busca desestabilizar las creencias comunes de las anteriores nociones y propone desafiarlas a través de un concepto en referencia a Michel Foucault: «política de la inquietud». Foucault influencia a Butler en un análisis genealógico del poder, aunque luego de sus primeros trabajos su metodología se despliega a un marco ético que marca otro enfoque en su obra. Según la European Graduate School, el logro de El género en disputa fue haber lanzado una comprensión más matizada de la identidad y los mecanismos de exclusión, y continúa explicando que la preocupación de la autora fue la «constitución, producción y reproducción de la marginalidad».

### Principales obras
Las principales obras de Butler han significado importantes aportes a diferentes campos de estudio, habiendo producido obras consideradas «fundacionales» de la teoría queer e importantes aportes a la filosofía política, posestructuralista y al feminismo de la tercera ola.

#### Actos performativos y constitución del género(1988)
En el ensayo Actos performativos y constitución del género: un ensayo sobre fenomenología y teoría feminista, Butler propone que el género es performativo, concepto que trataría en sus siguientes obras y que toma la noción de «performatividad» del ensayo Cómo hacer cosas con palabras de John L. Austin. 
Su desarrollo se basa en la fenomenología de Maurice Merleau-Ponty y el feminismo de Simone de Beauvoir, señalando que ambos pensadores basaron sus teorías en la experiencia vivida y vieron el cuerpo sexual como una idea o situación histórica. Sostiene que el género se percibe mejor como performativo, lo que sugiere que tiene una audiencia social. Para Butler, el «guion» de la interpretación de género se transmite sin esfuerzo de generación en generación en forma de «significados» socialmente establecidos. Afirman que «el género no es una elección radical ... [ni es] impuesto o inscrito en el individuo».
Dada la naturaleza social de los seres humanos, la mayoría de las acciones son presenciadas, reproducidas e internalizadas y, por lo tanto, asumen una cualidad performativa o teatral. Según la teoría de Butler, el género es esencialmente una repetición performativa de actos asociados con hombres o mujeres. Actualmente, las acciones apropiadas para hombres y mujeres se han transmitido para reproducir una atmósfera social que mantiene y legitima una apariencia aparentemente natural en un binario de género. El ensayo compara la performatividad del género con la actuación en el teatro, señalando similitudes como la idea de que cada individuo funciona como actor de su género. Sin embargo, Butler destaca una diferencia fundamental entre la representación de género en la realidad y las representaciones teatrales: debido a que existe una clara distinción de la realidad en el teatro, una representación teatral no produce en un actor el mismo miedo que las representaciones de género a menudo encuentran en la vida real.

#### Sujetos de deseo(1987)
En su primer libro, Sujetos de deseo: Reflexiones Hegelianas en la Francia del siglo XX (1987), examinó el impacto que tuvo el trabajo de Hegel en los filósofos franceses. Sus siguientes libros contenían material teórico proveniente del psicoanálisis, del feminismo y de las teorías posestructuralistas.
La obra de Judith Butler se caracteriza por llevar a cabo revisiones críticas de los posicionamientos teóricos de los feminismos esencialistas para pasar a hablar de identidades nómadas frente a aquellas fijas, así como para plantear nuevas formas de habitabilidad de los cuerpos en la paradoja que se crea entre lo que es la capacidad de acción del individuo y su formación y dependencia con respecto al poder. Lo que Butler se propone, en definitiva, es la desnaturalización de conceptos como sexo, género y deseo, en tanto que son construcciones culturales de normas que violentan a aquellos sujetos que no participan de las mismas. Para subvertir los conceptos que oprimen al individuo, se propone, como opción, la creación de actos performativos en torno a la identidad, es decir, una serie de prácticas paródicas con base en su teoría performativa que acaban creando nuevos significados y se reproducen más allá de cualquier sistema binario.

#### El género en disputa(1990)
Cuando en 1990 publica El género en disputa: Feminismo y subversión de la identidad, las ideas se dividían a grandes rasgos entre las que entendían al género como la interpretación cultural del sexo y aquellas que insistían en la diferenciación sexual como dualidad. Ambas presuponían que el «sexo», entendido como un elemento tributario de una anatomía que no era cuestionada, era algo «natural», que no dependía de las configuraciones socio-históricas. Este libro llama a cuestionar la categoría del sujeto en una crítica genealógica que analiza las condiciones de los sujetos emergentes en el discurso.
Butler problematiza la categoría de «mujeres» como el sujeto de la teoría y los debates feministas, ya que dice de ésta que responde a las mismas estructuras de poder instauradas por el patriarcado contra el que las feministas luchan. Asimismo, plantea el hecho de que tanto el género como el sexo son construcciones que se dan en un espacio, tiempo y entorno social concretos. Posteriormente torna en una visión más psicoanalítica, citando a Lacan y a Freud en repetidas ocasiones, haciendo una revisión de la postura estructuralista de Claude Lévi-Strauss sobre su planteamiento sobre la construcción del género y vincula la mirada estructuralista sobre el tabú del incesto con la teoría psicoanalítica.
Continuando con el concepto de «performatividad del género», que había introducido previamente en Actos performativos y constitución del género, plantea que el “sexo” entendido como la base material o natural del género, como un concepto sociológico o cultural, es el efecto de un pensamiento que se genera dentro de un sistema social que plantea la normativa del género. Es decir, se plantea una idea del sexo como algo natural y es esta norma, la que se ha configurado dentro de la lógica del binarismo de género. A partir de Butler, el género ya es la expresión de un ser interior o la interpretación de un sexo que estaba ahí antes del género (ya no son términos interdependientes). sino que es una construcción social, una serie de discursos que rigen una normatividad dentro de la sexualidad, no hay acceso directo a la materialidad del cuerpo, el acceso es a través de un imaginario social, solo se puede acceder a la «verdad» del cuerpo a través de los discursos, las prácticas y las normas. Ha descrito al género como «una actuación que performativamente conforma la apariencia de su propia fijeza interior».
A partir de la discusión con Julia Kristeva, Jacques Lacan, Foucault y Monique Wittig, y sus diversas maneras de entender y proponer la subversión, Butler plantea una propuesta para mostrar que las normas de género no son «causas» sino «efectos» de una serie de actos performativos que, a partir de la reiteración estilizada de los mismos, se constituyen como «naturales» dentro del discurso de poder. Afirma que mediante la visibilización de estas normas de género a través de actos performativos se logra subvertir el discurso hegemónico dominante.

"El género es una complejidad cuya totalidad se posterga de manera permanente, nunca aparece completa en una de terminada coyuntura en el tiempo. Así, una coalición abierta creará identidades que alternadamente se instauren y se abandonen en función de los objetivos del momento; se tratará de un conjunto abierto que permita múltiples coincidencias y discrepancias sin obediencia a un telos normativo de definición cerrada."
Butler, 1990:70

Butler no dice que el sexo no exista, sino que la idea de un “sexo natural” organizado con base en dos posiciones opuestas y complementarias es un dispositivo mediante el cual el género se ha estabilizado dentro de la matriz heterosexual que caracteriza a nuestras sociedades.

#### Cuerpos que importan(1993)
En Cuerpos que importan: Sobre los límites materiales y discursivos del “sexo” Butler continúa con la discusión en torno al género que ha construido a lo largo de sus publicaciones complementándolas con nuevas interrogantes relacionadas con la construcción de la sexualidad y lo queer. Este libro es una genealogía de la construcción de los discursos del cuerpo. Como en El género en disputa, Butler describe cómo las identidades de sexo lejos de ser estables son aceptadas y asumidas a través de la violenta forclusión de identidades que se consideran como que no importan dentro de la hegemonía heterosexual.
Para introducir el concepto de «queering» Butler toma como base la novela Passing de Nella Larsen y su utilización de la palabra «queer» como forma de resaltar las inquietudes sexuales y raciales. Parte de una lectura en la que la regulación sexual influye en la regulación racial y viceversa, y así fija su atención en cómo es que operan estas normas por medio de la performatividad. Hace mayor hincapié en el término y construye una revisión de su uso en la literatura y su posterior resignificación. En un inicio, el término «queer» hacía referencia a lo «raro», para después significar actos que desequilibran y exponen lo falso; señala cómo el término se utilizaba para discriminar, remarcar las diferencias al degradar a los individuos y como luego surge una búsqueda por resignificar el término de manera positiva por medio de la performatividad.
Más allá de aplicar la teoría de los actos de habla al ámbito homosexual, Butler se basa en los estudios de Eve Sedgwick para centrarse en el término queering. Los actos performativos son maneras en las que el habla obtiene un poder autoritario. Estos actos generan discursos a los cuales antecede un “yo” cuyo reconocimiento le brinda un lugar a este sujeto y lo coloca dentro del habla. Lo queer encuentra su rasgo peyorativo en la repetición, al vincular el término con “la acusación, la patologización y el insulto”. La reiteración le brinda al acto la autoridad para operar como tabú y estigma. De esta manera, la expresión performativa funciona de manera exitosa.
También señala la presencia de lo abyecto en “aquellas zonas ‘invivibles’, ‘inhabitables’ de la vida social que, sin embargo, están densamente pobladas por quienes no gozan de la jerarquía de los sujetos, pero cuya condición de vivir bajo el signo de lo ‘invivible’ es necesaria para circunscribir la esfera de los sujetos”. En el individuo se conforma por la apariencia exterior que no deja de interiorizarse en el mismo como “su propio repudio fundacional”. Los actos performativos crean un desplazamiento del individuo a las zonas marginales. Es por medio de la utilización de términos peyorativos donde se reitera la abyección, de ahí la importancia de cuestionar y desestabilizar todos estos términos.

#### Lenguaje, poder e identidad(1997)
En Lenguaje, poder e identidad, Butler analiza los problemas de los discurso de odio y la censura. Argumenta que la censura es difícil de evaluar, y que en algunos casos puede ser útil o incluso necesaria, mientras que en otros puede ser peor que la tolerancia. Butler sostiene que el discurso de odio existe retrospectivamente, solo después de ser declarado por las autoridades estatales. De esta forma, el Estado se reserva el poder de definir el discurso del odio y, a la inversa, los límites del discurso aceptable. En este sentido, Butler critica el argumento de la jurista feminista Catharine MacKinnon contra la pornografía por su aceptación incondicional del poder del estado para censurar.
Desplegando el argumento de Michel Foucault del primer volumen de Historia de la sexualidad, Butler afirma que cualquier intento de censura, legal o de otro tipo, necesariamente propaga el mismo lenguaje que busca prohibir. Como sostiene Foucault, las estrictas costumbres sexuales de la Europa occidental del siglo XIX no hicieron más que amplificar el discurso de la sexualidad que buscaban controlar. Ampliando este argumento utilizando Jacques Derrida y Jacques Lacan, Butler afirma que la censura es primitiva para el lenguaje y que el «yo» lingüístico es un mero efecto de una censura originaria. De esta forma, Butler cuestiona la posibilidad de cualquier discurso genuinamente opositor; "Si el discurso depende de la censura, entonces el principio al que uno podría oponerse es a la vez el principio formativo del discurso de oposición".

#### Vida precaria(2004)
Vida precaria. El poder del duelo y la violencia abre una nueva línea en la obra de Butler que tendrá un gran impacto posterior, tanto en obras como Marcos de guerra: Las vidas lloradas (2009) o Cuerpos aliados y lucha política: Hacia una teoría performativa de la asamblea (2015) como en el pensamiento de otras pensadoras contemporáneas. En este libro, Butler aborda cuestiones relativas a la precariedad, la vulnerabilidad, el duelo y la violencia política contemporánea en el contexto de la Guerra contra el terrorismo y las realidades de los prisioneros en Guantánamo y otros centros de detención similares. Apoyándose en Foucault, caracteriza la forma de poder operativa en estos espacios de "detención indefinida" como una convergencia de soberanía y gubernamentalidad. El "estado de excepción" desplegado aquí es más complejo que el descrito por Agamben en su Homo Sacer, dado que el gobierno se encuentra en una relación más ambigua con respecto de la ley; puede actuar conforme a ella o suspenderla en función de sus intereses, y ello es en sí mismo una herramienta del Estado para producir su propia soberanía. Butler también señala problemas en tratados del derecho internacional como las Convenios de Ginebra. En la práctica, estos solo protegen a las personas que pertenecen a (o actúan en nombre de) un Estado reconocido, y por tanto son ineficientes en situaciones de abuso contra las personas sin Estado o aquellas a las que se califique como "terroristas", que aparecen presentadas como "máquinas de matar" irracionales que actúan por cuenta propia y necesitan ser mantenidas en captividad debido a su supuesta "peligrosidad".
Butler también escribe en esta obra sobre la vulnerabilidad y la precariedad como intrínsecas a la condición humana. Esto es así por nuestra inevitable interdependencia respecto de otros sujetos precarios, que no son nunca "completos" ni autónomos sino necesariamente "desposeídos" en el Otro. Esto se manifiesta en experiencias compartidas como el duelo y la pérdida, que pueden funcionar como base para un reconocimiento de nuestra condición humana (vulnerable) común. No obstante, no toda pérdida puede ser llorada del mismo modo, y de hecho no toda vida puede ser concebida enteramente como tal (como situada en una condición común a la nuestra). Por medio de un diálogo crítico con la obra de Lévinas, Butler explora cómo ciertas representaciones impiden que algunas vidas sean consideradas dignas de ser vividas o tomadas en cuenta, dificultando el duelo por las pérdidas de algunos Otros, y con ello el reconocimiento de estas como tan humanas como las nuestras propias. Esta preocupación por el rol dignificador o deshumanizante de las prácticas de enmarcamiento y representación constituirá uno de los puntos centrales de Marcos de guerra (2009).

#### Deshacer el género(2004)
Deshacer el género recopila las reflexiones de Butler sobre género, sexo, sexualidad, psicoanálisis y el tratamiento médico de las personas intersexuales para un público más generalizado en comparación con sus otros libros. Butler revisa y refina su noción de performatividad y se centra en la cuestión de deshacer «concepciones restrictivamente normativas de la vida sexual y de género». Butler analiza cómo se "realiza" el género sin que uno sea consciente de ello, pero dice que eso no significa que esa performatividad sea "automática o mecánica". Argumenta que el humano tiene deseos que no se originan en su personalidad, sino más bien en las normas sociales. También debate las nociones de "humano" y "menos que humano" y cómo estas ideas impuestas culturalmente pueden impedir que alguien tenga una "vida viable", ya que las mayores preocupaciones suelen ser sobre si una persona será aceptada si su o sus deseos difieren de la normalidad. Butler afirma que cualquier persona puede sentir la necesidad de ser reconocida para poder vivir, pero que, al mismo tiempo, las condiciones para ser reconocida hacen que la vida sea «inhabitable». Propone un interrogatorio de tales condiciones para que las personas que las resisten tengan más posibilidades de vivir.
En la discusión sobre temas y personas intersexuales, Butler aborda el caso de David Reimer, una persona cuyo sexo fue "reasignado" médicamente de hombre a mujer después de una circuncisión fallida a los ocho meses de edad. Reimer fue "hecho" mujer por los médicos, pero más tarde en su vida se identificó como hombre, se casó y se convirtió en padrastro de los tres hijos de su esposa, y pasó a contar su historia en As Nature Made Him: The Boy Who Was Crised as a Girl, que escribió con John Colapinto. Reimer se suicidó en 2004.

### Influencias

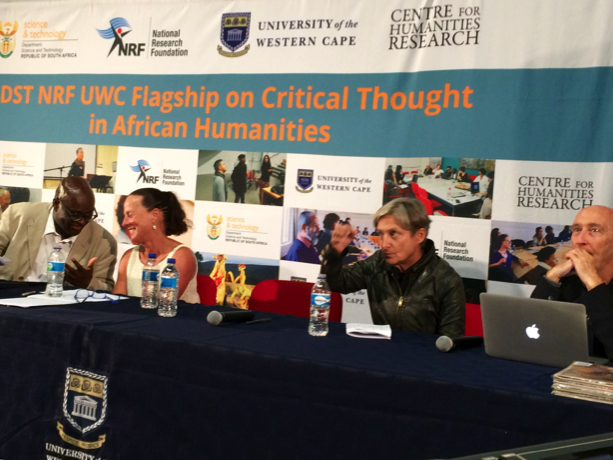
Achille Mbembe, Wendy Brown, Judith Butler, y David Theo-Goldberg en 2016

Butler fue influenciada por Michel Foucault, Louis Althusser, Simone de Beauvoir, Monique Wittig, Luce Irigaray, Jacques Lacan y Karl Marx, entre otros teóricos. Algunos de los trabajos que inspiraron sus trabajos son:
- Baruch Spinoza: Ética demostrada según el orden geométrico (1675)
- Karl Marx: Manuscritos económico-filosóficos de 1844 (1844); Tesis sobre Feuerbach (1845); La Ideología Alemana (1846)
- Friedrich Engels: El origen de la familia, la propiedad privada y el Estado (1884)
- Sigmund Freud: Duelo y melancolía (1917); El yo y el Ello (1923); El malestar en la cultura (1930)
- Simone de Beauvoir: El segundo sexo (1949)
- J.L. Austin: Cómo hacer cosas con palabras (1955)
- Jacques Lacan: La significación del falo (1958).[48]
- Louis Althusser: Marxismo y humanismo (1965).[49]
- Jacques Derrida: Signature Event Context (1972).[50]
- Gayle Rubin: El tráfico de mujeres: Notas sobre la "economía política" del sexo (1975).[51]
- Michel Foucault: Vigilar y castigar (1975); La historia de la sexualidad Vol. 1 (1976).
- Monique Wittig: El pensamiento heterosexual (1980) y demás ensayos que posteriormente se encontrarían en El pensamiento heterosexual y otros ensayos (2006).[52]
- Emmanuel Lévinas: Alteridad y trascendencia (1999)

Entre los autores contemporáneos en que ha influido la obra de Butler, cabe destacar a Eve Sedgwick, Karen Barad, Jack Halberstam, Sara Ahmed, Jasbir Puar, José Esteban Muñoz, Michael Warner, Lauren Berlant, Kate Bornstein, o Isabell Lorey, entre otros.

## Publicaciones
Butler ha publicado diversas obras, tanto libros, como capítulos de libros o artículos; estos son:

### Libros
- Sujetos de deseo: Reflexiones Hegelianas en la Francia del siglo XX (1987).
- El género en disputa: El feminismo y la subversión de la identidad (1990).
- Cuerpos que importan: Sobre los límites materiales y discursivos del sexo (1993).
- Lenguaje, poder e identidad (1997).  Prólogo y traducción de Javier Sáez del Álamo y Paul B. Preciado.
- Mecanismos psíquicos del poder: Teorías sobre la sujeción (1997).
- El grito de Antígona (2000).
- Vida precaria: El poder del duelo y la violencia (2004).
- Deshacer el género (2004).
- Dar cuenta de sí mismo. Violencia ética y responsabilidad (2005).
- Marcos de guerra: Las vidas lloradas (2009).
- Parting Ways: Jewishness and the Critique of Zionism (2012, aun no traducido al español).
- Cuerpos aliados y lucha política: Hacia una teoría performativa de la asamblea (2015).
- Los sentidos del sujeto (2015). .
- La fuerza de la no violencia: La Ética en lo Político (2020).
- ¿Qué mundo es este? Fenomenología y Pandemia (2022).
- ¿Quién teme al género? (2024).

#### Como coautora
- Feminist Contentions: A Philosophical Exchange, coaut. Seyla Benhabib y Nancy Fraser (1995).
- Contingencia, hegemonía, universalidad, coaut. Ernesto Laclau y Slavoj Žižek (2000).
- Mujeres y transformaciones sociales, coaut. Elizabeth Beck-Gernsheim y Lídia Puigvert (2003).
- ¿Quién le canta al Estado nación? Lenguaje, política, pertenencia, coaut. Gayatri Spivak) (2007).
- Is Critique Secular? Blasphemy, Injury, and Free Speech, coaut. Saba Mahmood, Talal Asad y Wendy Brown (2009).
- El poder de la religión en la esfera pública, coaut. Charles Taylor y Jürgen Habermas (2011).
- The Question of Gender: Joan W. Scott's Critical Feminism, coaut. Elizabeth Weed (2011).
- Desposesión: lo performativo en lo político, coaut. Athena Athanasiou (2013).
- Cuerpo, memoria y representación, coaut. Adriana Cavarero (2014).
- ¿Redistribución o reconocimiento? Un debate entre marxismo y feminismo, coaut. Nancy Fraser (2016).

#### Capítulos en libros
- "Lesbian S & M: the politics of dis-illusion" en Against Sadomasochism: A Radical Feminist Analysis, ed. Robin Ruth Linden et al. (1982).
- "The pleasures of repetition" en Pleasure Beyond the Pleasure Principle Role of Affect in Motivation Development & Adaptation, ed. Stanley Bone y Robert Glick (1990).
- "Imitation and gender insubordination" en Inside/Out: Lesbian Theories, Gay Theories, aut. Diana Fuss (1991).
- "Kierkegaard's speculative despair" en The Age of German Idealism: Routledge History of Philosophy Volume VI, ed. Robert C. Solomon y Kathleen Higgins (1993).
- "Imitation and gender insubordination" en The Second Wave: A Reader in Feminist Theory, ed. Linda Nicholson (1997).
- "Gender is burning: questions of appropriation and subversion" en Dangerous Liaisons: Gender, Nation, and Postcolonial Perspectives, aut. Anne McClintock (1997).
- "Sexual difference as a question of ethics" en Bodies of Resistance: New Phenomenologies of Politics, Agency, and Culture, aut. Hugh J. Silverman (2001).
- "Appearances aside" en Prejudicial Appearances: The Logic of American Antidiscrimination Law, ed. Robert Post y Kwame Anthony Appiah (2001).
- "Subjects of sex/gender/desire" en Feminist Theory: A Philosophical Anthology, ed. Ann Cudd, Robin Andreasen (2005).
- "Ronell as gay scientist" en Reading Ronell, ed. Diane Davis (2009).
- "Lecture notes" en Georges Perros (Núm. 983 de la Colección Europe), ed. Avital Ronell y Joseph Joubert (2011).
- "Rethinking Vulnerability and Resistance", en Vulnerability in Resistance, ed. Judith Butler, Zeynep Gambetti, Leticia Sabsay (2016).
- "Defamation and the Grammar of Harsh Words" (coaut. Sabine Hark) en Queer Intersectional in Contemporary Germany, ed. Christopher Sweetapple (2018).
- "Bodies that Still Matter", en Halsema, Annemie; Kwastek, Katja; van den Oever, Roel (eds.), Bodies That Still Matter. Resonances of the Work of Judith Butler, ed. Annemie Halsema, Katjia Kwastek y Roel van den Oever (2021).

### Artículos
- "Alice Bailly, Cubo-Futurist Pioneer (1872-1938)" Oxford Art Journal (Oxford University Press), Vol. 3, n.º 1 (1980).
- "Sex and Gender in Simone de Beauvoir's Second Sex" Yale French Studies (Yale University Press), n.º 72 (1986).
- "Performative Acts and Gender Constitution: An Essay in Phenomenology and Feminist Theory" Theatre Journal (Johns Hopkins University Press), Vol. 40, n.º 4 (1988). 
  - Traducción al español: "Actos performativos y constitución del género: un ensayo sobre fenomenología y teoría feminista" Debate Feminista (Universidad Nacional Autónoma de México), Vol. 18 (1998).
- "The Body Politics of Julia Kristeva" Hypatia (Wiley), Vol. 3, n.º 3 (1989).
- "Foucault and the Paradox of Bodily Inscriptions" The Journal of Philosophy (American Philosophical Association), Vol. 86, n.º 11 (1989).
- "Discussion" coaut. Stanley Aronowitz et al.; The Identity in Question (MIT Press), Vol. 61 (1992).
- "Response to Bordo's 'Feminist Skepticism and the 'Maleness' of Philosophy'" Hypatia (Wiley), Vol. 7, n.º 3 (1992).
- "Poststructuralism and Postmarxism" Diacritics 23 (4):2 (1993)
- "Cross-Identifications" coaut. Biddy Martin; Diacritics (Johns Hopkins University Press), Vol. 24, n.º 2/3 (1994).
- "Conscience Doth Make Subjects of Us All" Yale French Studies (Yale University Press), n.º 88 (1995).
- "The Uses of Equality" coaut. Ernesto Laclau, Reinaldo Laddaga y Mónica Mansour; TRANS, Vol 1, n.º 1 (1995).
  - post. Diacritics (Johns Hopkins University Press), Vol. 27, n.º 1 (1997). 
  - Traducción al español: "Los usos de la igualdad" Debate Feminista (CIEG, Universidad Nacional Autónoma de México), Vol. 19 (1999).
- "An Affirmative View" Representations (University of California Press), n.º 55 (1996).
- "How Can I Deny That These Hands and This Body Are Mine?" Qui Parle (Duke University Press) Vol. 11, n.º 1 (1997).
- "Sovereign Performatives in the Contemporary Scene of Utterance" Critical Inquiry (University of Chicago Press) Vol. 23, n.º 2 (1997).
- "Further Reflections on Conversations of Our Time" Diacritics (Johns Hopkins University Press), Vol. 27, n.º 1 (1997).
- "Merely Cultural" Social Text (Duke University Press), n.º 52/53 (1997). 
  - Traducción al español: "El marxismo y lo meramente cultural" New Left Review, n.º 2 (2000).
- "Appearances Aside" California Law Review (California Law Review, Inc.) Vol. 88, n.º 1 (2000).
- "Gender and Social Transformation: A Dialogue" coaut. Elizabeth Beck-Gernsheim y Lídia Puigvert; Counterpoints (Peter Lang AG), Vol. 242 (2001).
- "Feminism for the Twenty-First Century: A Press Conference" coaut. Elizabeth Beck-Gernsheim, Lídia Puigvert y Ana Lebrón; Counterpoints (Peter Lang AG), Vol. 242 (2001).
- "Giving an Account of Oneself" Diacritics (Johns Hopkins University Press), Vol. 31, n.º 4 (2001).
- "Explanation and Exoneration, or What We Can Hear" Grey Room (MIT Press), n.º 7 (2002).
- "Guantánamo Bay" The Nation (2002).
- "Violence, Mourning, Politics" (2003). 
  - Traducción al español: "Violencia, luto y política" Iconos (Facultad Latinoamericana de Ciencias Sociales), n.º 17 (2003).
- "Betrayal's Felicity" Diacritics (Johns Hopkins University Press), Vol. 34, n.º 1 (2004).
- "Photography, War, Outrage" PMLA (Cambridge University Press), Vol. 120, n.º 3 (2005).
- "How Free Is the War Photographer?" coaut. Ian Barnard; PMLA (Cambridge University Press), Vol. 121, n.º 1 (2006).
- "Afterword" PMLA (Cambridge University Press), Vol. 121, n.º 5 (2006).
- "Which Politics?" Profession (Modern Language Association; 2009).
- "Critique, Dissent, Disciplinarity" Critical Inquiry (The University of Chicago Press), Vol. 35, n.º 4 (2009).
- "Performatividad, precariedad y políticas sexuales" (traducción de una conferencia) AIRB (Asociación de Antropólogos Iberoamericanos en Red), Vol. 4, n.º 3 (2009).
- "Hannah Arendt's Death Sentences" Comparative Literature Studies (Penn State University Press) Vol. 8, n.º 3 (2011).
- "La alianza de los cuerpos y la política de la calle" (traducción de una conferencia) Debate Feminista (CIEG, Universidad Nacional Autónoma de México), Vol. 46 (2012).
- "Precarious Life, Vulnerability, and the Ethics of Cohabitation" The Journal of Speculative Philosophy (Penn State University Press), Vol. 26, n.º 2 (2012).
- "Why Is Bannon's Antisemitism Considered Alright?" Jewish Social Studies (Indiana University Press), Vol. 22, n.º 3 (2017).
- "The inorganic body in the early Marx: A limit-concept of anthropocentrism" Radical Philosophy (206): 3-17. (2019).
  - Traducción al español: "El cuerpo inorgánico en el joven Marx: Un concepto-límite del antropocentrismo" Revista Latinoamericana de Estudios Críticos Animales 7 (1). (2020)

#### Entrevistas y conferencias
- "The Future of Sexual Difference: An Interview with Judith Butler and Drucilla Cornell" (entrevista junto con Drucilla Cornell por Pheng Cheah y Elizabeth Grosz) Diacritics (Johns Hopkins University Press), Vol. 28, n.º 1 (1998)
- "Peace Is Resistance to the Terrible Satisfactions of War: An Interview with Judith Butler" (entrevista por Jill Stauffer) Qui Parle (Duke University Press) Vol. 14, n.º 1 (2003)
- "Condição humana contra 'natureza'" (diálogo con Adriana Cavarero y Selvino J. Assmann) Estudos Feministas (Instituto de Estudos de Gênero da Universidade Federal de Santa Catarina), Vol. 15, n.º 3 (2007)
- "Giving Away, Giving over: A Conversation with Judith Butler" (diálogo con Thomas Dumm) The Massachusetts Review, Vol. 49, n.º 1/2 (2008)
- "Conversando sobre psicanálise: entrevista com Judith Butler" (entrevista por Patrícia Porchat Pereira da Silva Knudsen) Estudos Feministas (Instituto de Estudos de Gênero da Universidade Federal de Santa Catarina), Vol. 18, n.º 1 (2010)
- "Interview with Judith Butler" (entrevista por Nassia Blanchet y Reginald Blanchet) en The International Lacanian Journal of Psychoanalysis, AA.VV. (2010).
- Violencia de Estado, guerra, resistencia: Por una nueva política de izquierda (conferencia) (2011). Buenos Aires: Katz. ISBN 9788492946297
- Vidas en lucha. Conversaciones (con Virginia Cano y Laura Fernández Cordero) (2019). Buenos Aires: Katz. ISBN 9788415917373
- Sin miedo: Formas de resistencia a la violencia de hoy (serie de conferencias) (2020). Barcelona: Taurus. ISBN 978-8430623495

## Recepción
El trabajo de Butler ha sido influyente en la teoría feminista y queer, los estudios culturales y la filosofía continental. Su contribución a una variedad de otras disciplinas, como el psicoanálisis , los estudios literarios, cinematográficos y de interpretación, así como las artes visuales, también ha sido significativa.
Su teoría de la performatividad de género no solo ha transformado la comprensión del género y la identidad queer en el mundo académico, sino que ha moldeado y movilizado varios tipos de activismo político, particularmente el activismo queer, en todo el mundo. Su trabajo también ha entrado en debates contemporáneos sobre la enseñanza del género, la crianza de los hijos homosexuales y la despatologización de las personas transgénero e intersexuales. Algunos académicos y activistas políticos sostienen que el alejamiento radical de Butler de la dicotomía sexo/género y la concepción no esencialista del género de Butler, junto con su insistencia en que el poder ayuda a formar el sujeto, revolucionó la praxis, el pensamiento y los estudios feministas y queer.
Darin Barney de la Universidad McGill escribió:

«El trabajo de Butler sobre género, sexo, sexualidad, queerness, feminismo, cuerpos, discurso político y ética ha cambiado la forma en que los académicos de todo el mundo piensan, hablan y escriben sobre identidad, subjetividad, poder y política. También ha cambiado la vida de innumerables personas cuyos cuerpos, géneros, sexualidades y deseos las han sometido a violencia, exclusión y opresión».
Darin Barney

### Crítica
Antes de la elección al papado, el papa Benedicto XVI escribió varias páginas desafiando los argumentos de Butler sobre el género.
En 1998, la revista Philosophy and Literature de Denis Dutton otorgó el primer premio a Butler en su cuarto "Concurso de mala escritura" anual, que se propuso «celebrar la mala escritura de los pasajes más lamentables estilísticamente encontrados en libros y artículos académicos».
Algunos críticos han acusado a Butler de elitismo debido a su difícil estilo de prosa, mientras que otros afirman que Butler reduce el género a "discurso" o promueve una forma de voluntarismo de género, lo cual Butler ha explicado . Susan Bordo, por ejemplo, ha argumentado que Butler reduce el género al lenguaje y ha sostenido que el cuerpo es una parte importante del género, en oposición a la concepción de Butler del género como performativo.
Una crítica particular ha sido de la filósofa feminista Martha Nussbaum, quien ha argumentado que Butler malinterpreta la idea de J. L. Austin del enunciado performativa, hace afirmaciones legales erróneas, excluye un sitio esencial de resistencia al repudiar la agencia precultural y no proporciona "teoría normativa de la justicia social y la dignidad humana".
La crítica de Nancy Fraser a Butler fue parte de un famoso intercambio entre las dos teóricas. Fraser ha sugerido que el enfoque de Butler en la performatividad los aleja de "las formas cotidianas de hablar y pensar sobre nosotros mismos (...)" y se ha preguntado "¿Por qué deberíamos usar un lenguaje tan auto-distanciado?"
Más recientemente, varios críticos, sobre todo Viviane Namaste, han criticado Deshacer el género de Judith Butler por subestimar los aspectos interseccionales de la violencia de género. Por ejemplo, Timothy Laurie señala que el uso de Butler de frases como «política de género» y «violencia de género» en relación con las agresiones a personas transgénero en los Estados Unidos puede "[recorrer] un paisaje lleno de relaciones laborales y de clase, estratificación urbana racializada, e interacciones complejas entre la identidad sexual, las prácticas sexuales y el trabajo sexual ", y producen, en cambio, "una superficie limpia en la que se imagina que se desarrollan las luchas por 'lo humano'". La feminista alemana Alice Schwarzer habló de los "juegos intelectuales radicales" de Butler que no cambiarían la forma en que la sociedad clasifica y trata a una mujer; por lo tanto, al eliminar la identidad femenina y masculina, Butler habría abolido el discurso sobre el sexismo en la comunidad queer.
Butler respondió a varias de las críticas, principalmente a su prosa, en el prefacio de la edición de 1999 de su libro El género en disputa, el cual ya contaba con un prefacio anterior desde su primera edición en 1990.
En una entrevista de 2020, Butler habló sobre ciertos grupos afiliados a iglesias cristianas que aseguran que el trabajo de Butler es un complot para destruir la familia y cuestionar la inmutabilidad de los roles sexuales:

They are taking the idea of the performativity of gender to mean that we’re all free to choose our gender as we wish and that there is no natural sex. They see it as an attack on both the God-given character of male and female and the ostensibly natural social form in which they join each other—heterosexual marriage (...) They imagine that those of us who belong to this “gender movement,” as they put it, have no restrictions on what we will do, that we represent and promote unchecked sexual freedom, which leads to pedophilia. It is all very frightening.
Están tomando la idea de la performatividad del género en el sentido de que todos somos libres de elegir nuestro género como queramos y que no existe el sexo natural. Lo ven como un ataque tanto al carácter dado por Dios del hombre y la mujer como a la forma social aparentemente natural en la que se unen: el matrimonio heterosexual (...) Se imaginan que quienes pertenecemos a este "movimiento de género", como ellos lo expresan, no tenemos restricciones sobre lo que haremos, que representamos y promovemos la libertad sexual sin control, lo que conduce a la pedofilia. Todo es muy aterrador.

También desde el psicoanálisis se le critica por invitar el usos e interpretaciones de la teoría psicoanalítica para justificar una teoría que, justamente, va en contra del psicoanálisis. 

## Vida personal
Butler es lesbiana, una persona de género no binario y opta por los pronombres they o she. Vive en Berkeley, California (Área de la Bahía de San Francisco), con su pareja, Wendy Brown, y su hijo, Isaac Butler-Brown.

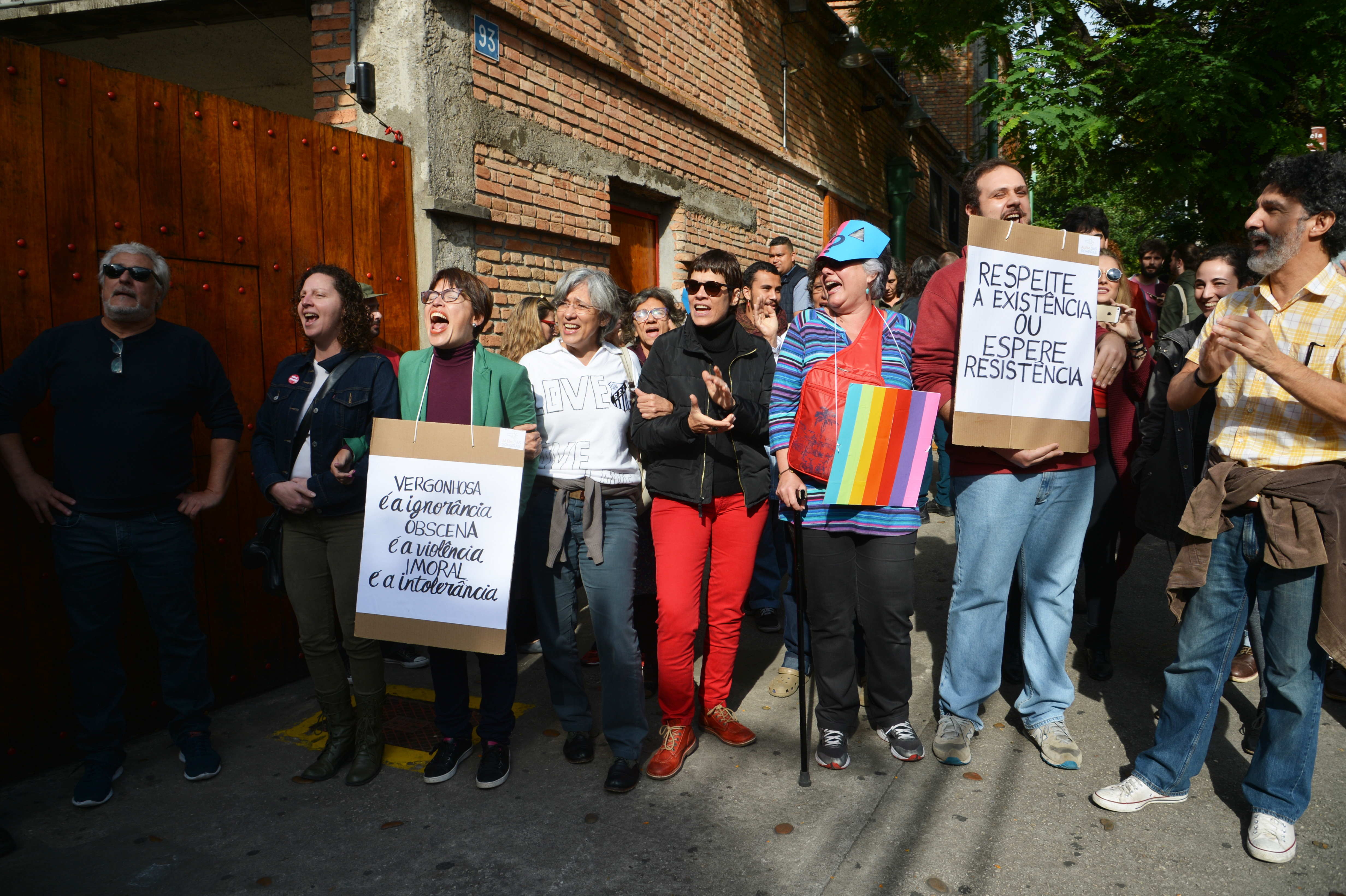
Manifestación en apoyo a Judith Butler en San Pablo tras los ataques

En una entrevista con The New Yorker, Butler cuenta que ha enfrentado violencia y que hay países donde no siente seguridad al viajar. Explicó que hay dos cuestiones por las que puede recibir violencia: su teoría sobre el género y sus publicaciones sobre Palestina y el conflicto político; dijo: «El movimiento contra la “ideología de género” se ha extendido por toda América Latina (...) Aquellos que trabajan sobre género a menudo son calumniados como "diabólicos" o "demonios". La imagen del diablo se usa mucho, lo cual es muy duro para mí por muchas razones, en parte porque se siente antisemita». Posteriormente lo relaciona con una visita que hizo a Brasil en 2019 con motivo del seminario Los fines de la democracia (Sesc Pompéia-Universidad de California), en la que quemaron una efigie con su imagen y, por cuestiones de seguridad, se le asignó un guardaespaldas y no se permitió caminar en las calles por su cuenta. En la misma entrevista expresó que tiene una gran conexión con el movimiento de mujeres en Latinoamérica, el cual ha sido una parte muy importante para ella y para su trabajo en estudios de género, ya que le permite un enfoque más transnacional. Comentó que dejar Estados Unidos le permite una nueva perspectiva diferente a lo «local y limitado en el discurso político estadounidense».

### Activismo
En su participación por las políticas activistas, en 2011 Judith Butler intervino con un informe, titulado Amicus Curiae, sobre el caso de la abogada chilena Karen Atala, a quien le habían privado la custodia de sus hijos y es considerada la primera y única jueza chilena declarada públicamente homosexual.

## Premios y reconocimientos
- Beca Guggenheim (1999)[76]

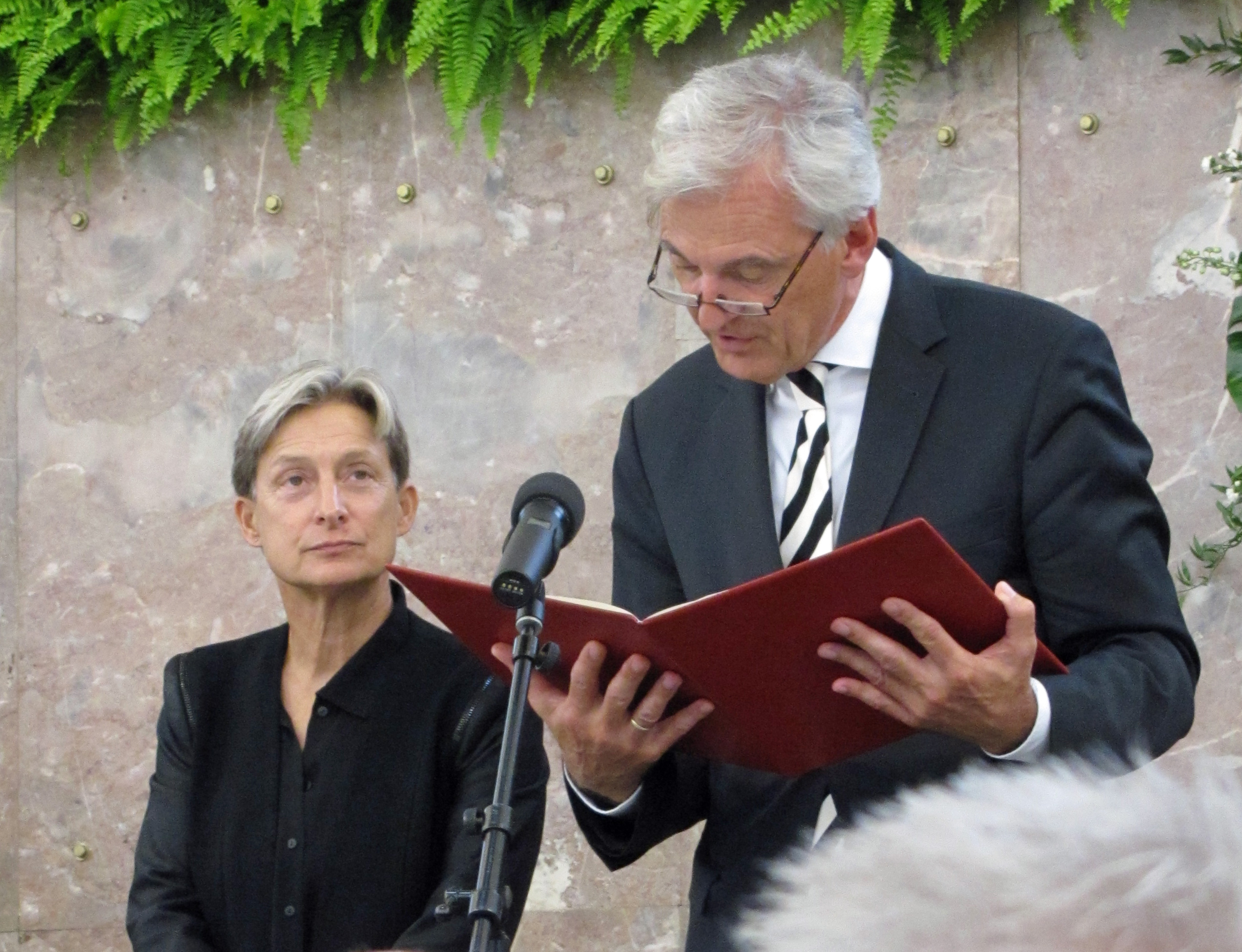
Butler recibiendo el premio Theodor W. Adorno en 2012

- Beca Laurance S. Rockefeller (2001)[77]
- Premio Brudner a la Trayectoria por la Universidad de Yale (2004)[77]
- Elegida miembro de la Sociedad Filosófica Estadounidense (2007)[78]
- Premio Andrew Mellon por su erudición en humanidades (2008)[79]
- Subvenciones de la Fundación Ford y el Consejo Estadounidense sobre la Educación (2008-2009)[77]
- Nombrada uno de los 25 visionarios que están cambiando su mundo por Utne Reader (2010)[80]
- Premio Theodor W. Adorno (2012)[81]
- Doctorado en letras honoris causa por la Universidad McGill (2013)[82]
- Doctorado en letras honoris causa por la Universidad de Saint Andrews (2013)[83]
- Doctorado en letras honoris causa por la Universidad de Friburgo (2014)[84]
- Nombrada uno de los 11 principales íconos judíos gays y lesbianas por PinkNews (2014)[85]
- Doctorado honoris causa por la Universidad de Buenos Aires (2015)[86]
- Doctorado honoris causa por la Universidad de Costa Rica (2015)[87]
- Elegida miembro correspondiente de la Academia Británica (2015)[88]
- Doctorado honoris causa por la Universidad de Guadalajara (2018)[89][90]
- Doctorado en letras honoris causa por la Universidad de Belgrado (2018)[91]
- Doctorado honoris causa por la Universidad de Chile (2019)[92]
- Elegida miembro de la Academia Estadounidense de las Artes y las Ciencias (2019)[93]
- Doctorado honoris causa por la Universidad Veracruzana (2021)[94]
- XXXIII Premio Internacional Cataluña (2021)[95][96]
- Doctorado honoris causa por la Universidad Autónoma de México (2022)[97]
- Medalla de Oro del Círculo de Bellas Artes de Madrid (2022)[98]